# Flamländska gemenskapen
Flamländska gemenskapen (nederländska: Vlaamse Gemeenschap) är en av Belgiens tre federala gemenskaper. Gemenskapernas uppgift är, vid sidan av de tre federala regionerna Bryssel, Vallonien och Flandern,  att tillvarata intressena för de i landet tre erkända språkgrupperna franska, nederländska och tyska.
Den flamländska gemenskapen har gemensam regering och parlament med den federala regionen Flandern, till skillnad från de franska och tyska gemenskaperna som har separata gemenskapsinstitutioner. Det flamländska gemenskapsområdet omfattar förutom Flandern även Bryssel där man delar ansvar med Franska gemenskapen.

## Gemenskapskommissionen i Bryssel
I Bryssel delar man ansvar med den Franska gemenskapen. Den regionala flamländska representationen där sköts genom Flamländska gemenskapskommissionen och samarbetet med den franska motsvarigheten i Franska gemenskapskommissionen sker genom ett samordnat organ kallat Gemensamma gemenskapskommissionen. Gemenskapskommissionen består av de flamländska ledamöterna i Bryssels regionparlament.